# Thierstein (Fichtelgebirge)
Thierstein este o comună din districtul Wunsiedel, regiunea administrativă Franconia Superioară, landul Bavaria, Germania. 